# Xã Bear Creek, Quận Hancock, Illinois
Xã Bear Creek (tiếng Anh: Bear Creek Township) là một xã thuộc quận Hancock, tiểu bang Illinois, Hoa Kỳ. Năm 2010, dân số của xã này là 345 người.